# Tesnusocarididae
Tesnusocarididae – wymarła rodzina łopatonogów z rzędu Enantiopoda. Do tego taksonu należą dwa monotypowe rodzaje: Cryptocaris oraz Tesnusocaris.